# Yume no Uta / Futari de...
«Yume no Uta/Futari de...» (夢のうた／ふたりで…?  "Canción de Ensueño/Juntos...") es el 33 sencillo de Koda Kumi en rhythm zone.
Ambas canciones son un "2 Story Ballad Single", es decir, suenan similar en cuanto a música y ritmo pero no tienen la misma letra. La música fue compuesta por Yamaguchi Hiroshi y la letra por Koda.
Salió a la venta en dos ediciones distintas, CD+DVD y CD solo y debutó en el puesto #1 de las listas de ventas.
"Yume no Uta" Fue incluida en su siguiente álbum Black Cherry mientras que "Futari de..." no.
"Yume no Uta" fue usada para la canción principal del drama Damen's Walker's 
El PV de Yume no Uta ganó el premio MTv por Mejor Video Femenino

## Controversia
Este sencillo fue coescrito por Kumi Koda pero por sorpresa para todos, al ser liberada la canción, fue acusada de plágio debido a las similitudes que tenía con una canción lanzada anteriormente por Oku Hanako en el 2005 llamada Yasashii Hana

## Canciones

### CD
1. "Yume no Uta (夢のうた?)" (Canción de Ensueño)
2. "Futari de… (ふたりで…?)" (Juntos...)
3. "Yume no Uta (Quartet Version)" (First press bonus track)
4. "Futari de… (Whoosh Mix)" (First press bonus track)
5. "Yume no Uta (instrumental)"
6. "Futari de… (instrumental)"

### DVD
1. Yume no Uta
2. Futari de…
3. Yume no Uta/Futari de… [Making of...]

- Datos: Q3119288